# 夏其光
夏其光（16世紀—17世紀），字晦初，號中瀛，江西南昌府新建縣人，明朝政治人物。

## 生平
夏其光在萬曆二十五年（1597年）中舉人，二十九年（1601年）成進士，獲授壽昌知縣，三十一年以才幹調任常山。常山土地貧瘠，流民居無定所，他為政簡要，令人民稱便，亦將規章呈上臺使成為定式；處理案件不以三言兩語定調，具備證據才判決。三十七年陞任禮部主事，他的船行走幾天後突然被人包圍拜謝，拜謝的人們說：「我們曾經是盜賊，蒙閣下開恩恕罪和開諭，今天才能為良民，以後歲月都閣下所創造的。」於是一起送別他，傍晚才離去；再擢官禮科給事中，死後在鄉賢祠祭祀。

## 家族
曾祖夏好禮。祖父夏延文。父夏烈章。

## 引用
1. 1 2  同治《新建縣志·卷四十·賢良上》：夏其光，字晦初，萬厯進士。宰壽昌，以治劇才調常山，常邑地瘠，賦逋多轉徙；其光立法簡要，士民稱便，上其事于臺使，遂為令。訟獄不行句攝，具備立決遣之。陞禮部主事，舟行日，忽數十人環拜泣謝，曰：「某等昔為盜，蒙恩貰罪且開諭至再，今得為良民，此後生年皆公造也。」遂相率輓車，盡日而返。擢禮科給事中，卒祀鄉賢。 浙江志、楊志、邸志
2. ↑  同治《新建縣志·卷三十二·科第》：萬曆二十五年丁酉鄉試……夏其光
3. ↑  《萬曆二十九年辛丑科進士履歷》：夏其光，中瀛，诗五房，壬申八月十一日生。新建人，丁酉六十四，会一百三十四名，三甲一百二十五名。兵部政，壬寅授寿昌知縣，癸卯調常山知縣，己酉行取礼部主事，考选，授禮科給事中。